# 4330 Vivaldi
4330 Vivaldi eller 1982 UJ3 är en asteroid i huvudbältet som upptäcktes den 19 oktober 1982 av den tyske astronomen Freimut Börngen vid Tautenburg-observatoriet. Den har fått sitt namn efter den italienske tonsättaren Antonio Vivaldi.
Asteroiden har en diameter på ungefär 2 kilometer.